# Ирбид
 Тази статия е за града в Йордания.  За мухафазата вижте Ирбид (мухафаза).  
Ирбид (на арабски: إرْبِد‎) е град в Йордания. Населението му е 502 714 жители (2015 г.). Площта на града е 30 кв. км, а на метрополния му район 410 кв. км. Намира се на 620 м н.в. в часова зона UTC+2. Средната годишна температура е около 17,5 градуса.